# Elize Maia
 Elize Maia Secomandi Giorni (Vitória, 20 de outubro de 1984) é uma voleibolista brasileira praticante da modalidade de vôlei de praia que servindo a Seleção Brasileira de Vôlei de Praia foi vice-campeã da edição dos Jogos da Lusofonia de 2006,  campeã da edição dos Jogos Sul-Americanos  de Praia em 2009 no Uruguai, e medalhista de bronze na edição de 2011 no Equador; conquistando também o bronze na edição da Universíada de 2011 na China

## Carreira
Iniciou sua trajetória no esporte no voleibol de quadra (indoor) em sua cidade natal até receber um convite para ingressar na carreira de modelo que iniciou  aos 13 anos de idade, por causa desta profissão chegou a morar no Japão, China, Estados Unidos e França, modelando nestes países dos 15 aos 19 anos, então em 2004 quando retornou a Vitória em gozo de férias recebeu  do seu antigo técnico do indoor o convite para fazer uma experiência com o vôlei de praia, identificando-se tanto com a modalidade que competiu na etapa em torneios locais, até ser convidada para integrar o Projeto Renovação da CBV onde permaneceu pouco mais de um ano residindo em Saquarema..
Em 2006 disputou o torneio Rainha da Praia, chegando a jogar junto de Shaylyn Bedê, época que namorava pouco mais de 10 meses o então remador rubro-negro Thiago Gomes, também competia no circuito brasileiro ao lado de Giseli Gávio e formando dupla com Ana Richa na edição dos Jogos da Lusofonia de 2006 em Macau e conquistou a medalha de prata.
Estreou no Circuito Mundial de Vôlei de Praia em 2008 no Aberto do Guarujá, época que formava dupla com Taiana Lima e finalizaram na décima sétima colocação, no ano seguinte juntas disputaram o Aberto de Brasília, não pontuando na etapa, o mesmo ocorrendo nesta mesma etapa do referido circuito em 2011 ao lado de Izabel Bezerra e em 2012 ao lado de Renata Trevisan Ribeiro .
No ano de 2008 formou dupla com Taiana Lima e disputaram as etapas do Circuito Brasileiro de Vôlei de Praia Challenger, alcançando o quarto lugar na etapa de Teresina, o bronze na etapa de Palmas.
Em 2009  jogou ao lado da Bárbara Seixas nos I Jogos Sul-Americanos de Praia sediado nas cidades uruguaias de Montevidéu  e Punta del Estefinalizando com a medalha de ouro..Jogou ao lado de Ágatha Bednarczuk e conquistaram título da etapa e Goiás, válida pelo Circuito Estadual Banco do Brasil.
Com Izabel Bezerra disputou a primeira etapa do Circuito Brasileiro de Vôlei de praia de 2009 em Balneário Camboriú quando alcançaram o décimo terceiro posto, e com Taiana Lima finalizou em décimo nono lugar na etapa de Santa Maria, em nono lugar na etapa de Curitiba, em São José dos Campos e também em Campo Grande, já com Shaylyn Bedê disputou a etapa de Belém finalizam em quinto lugar, mesma colocação obtidas pela dupla na etapa de Teresina, ainda finalizaram em nono lugar na etapa de Fortaleza, em quinto lugar na etapa de João Pessoa e Recife, em Maceió, além do nono lugar na etapa de Salvador,após bom desempenho na temporada foi premiada como a Revelação do ano.
Na temporada seguinte prosseguiu jogando com Shaylyn Bedê e conquistaram o décimo terceiro lugar na etapa de Caxias do Sul pelo Circuito Brasileiro de Vôlei de praia de 2010, quinto lugar em Balneário Camboriú, décimo terceiro posto em São José dos Campos, finalizaram na nona posição em Uberaba, na décima terceira posição na etapa de Goiânia, alcanço o quarto lugar na etapa de Campo Grande, décimo terceiro posto em Fortaleza, décimo terceiro lugar em Maceió, novamente jogando com Izabel Bezerra alcançou os nonos lugares nas etapas de Vila Velha e Búzios.
Em 2011 representou o país ao lado de Bárbara Seixas  na edição dos Jogos Sul-Americanos de Praia sediado em Manta, Equador, e foram medalhistas de bronze; juntas também conquistaram a medalha de ouro na etapa de Limoeiro, Brasil pelo Circuito Sul-Americano de Vôlei de Praia de 2011-12..
Ainda nas competições de 2011 voltou a jogar com Ágatha Bednarczuk  para disputar o torneio de vôlei de praia na Universíada de Verão  na cidade de Shenzhen, China,  conquistando a medalha de bronze..
No Circuito Brasileiro de Vôlei de Praia Open 2011 competiu ao lado de Izabel Bezerra e alcançaram a sexta posição na etapa de Vitória, o quarto lugar na etapa do Rio de Janeiro, décimo osto na etapa do Guarujá, décimo oitavo posto na etapa de Curitiba, novamente conquistam o quarto lugar na etapa de Balneário Camboriú, décimo terceiro lugar em Santa Maria , décimo segundo lugar em Salvador, décima quarta colocação em Aracaju, décimo lugar em Maceió, sétima posição na etapa de Recife, décimo primeiro lugar em João Pessoa, também atuaram juntas no torneio principal na última etapa em Fortaleza, e foi premiada nesta temporada como a Atleta que mais evoluiu. Em 2011 foi contratada pelo Botafogo de Futebol e Regatas para jogar com a atleta olímpica Renata Trevisan Ribeiro na temporada seguinte e foi homenageada por este clube junto de outros atletas no evento “Botafogo Rumo a 2016”.
Ao lado  de Renata Trevisan Ribeiro conquistou o bronze na etapa de Campo Grande pelo Circuito Brasileiro de Vôlei de Praia de 2012, também alcançaram o bronze na etapa de Cuiabá válida pelo Circuito Brasileiro de Vôlei de Praia Nacional de 2012-13.Ao lado de Renata competiu na edição do Circuito Estadual Regional de Vôlei de Praia de 2012, sagrando-se campeã na etapa de Porto Alegre, vice-campeãs na etapa de Campo Grande, além do título na etapa de São José, já jogando com Izabel Bezerra alcançou o bronze em Fortaleza e vice-campeãs em Vitória., terminando a temporada na segunda posição no referido circuiot, Grupo 3.
Para a temporada 2012-13 anunciou a formação de dupla com Renata Trevisan Ribeiro, mas na primeira etapa do Circuito Brasileiro de Vôlei de Praia Open 2012-13 jogou com Taiana Lima em Cuiabá e finalizaram na quinta colocação, na quarta etapa que atuou com Renata Trevisan Ribeiro e finalizaram na nona posição em Campinas, na sétima etapa jogou com Fernanda Berti no do Rio de Janeiro e finalizaram na décima primeira posição e o quinto lugar na décima etapa realizada em Brasília.
Formou dupla com Fernanda Berti também para disputar a etapa de Sobral, Brasil, pelo Circuito Sul-Americano de Vôlei de Praia 2012-13 conquistando a medalha de ouro, conquistaram também a medalha de prata na etapa de Viña del Marjuntas também conquistaram a medalha de ouro na etapa de Limoeiro, Brasil pelo Circuito Sul-Americano de Vôlei de Praia de 2012-13., na sequência do mesmo circuito conquistaram o título da etapa de Montevidéu, o vice-campeonato em Lima, em Assunção, voltaram ao lugar mais alto do pódio em Puerto la Cruz, em  Cochabamba , ocasião que foi premiada como Melhor Jogadora, e mais um título na etapa de Girardot garantindo o título para da competição ao país, mas na última etapa de Sobral alcançaram o quinto lugar.
No ano de 2013 foi convocada pelo então técnico Marcos Miranda para integrar a recém-criada Seleção Brasileira de Vôlei de Praia, época que era noiva do então preparador físico da seleção Vinícius Giorni com quem casou-se posteriormente, neste mesmo ano competiu com Fernanda Berti nas etapas do Circuito Mundial de Vôlei de Praia alcançaram o quinto lugar no Aberto de Anapa, o vigésimo quinto lugar no Grand Slam de São Paulo e o nono posto no Aberto de Durban.
Com Fernanda Berti disputou a etapa de Macaé, Brasil pelo Circuito Sul-Americano de Vôlei de Praia de 2014 e conquistaram a medalha de prata, mesmo posto obtido na etapa de Montevidéu, já em Lima conquistam outro título, também em Cochabamba e em Medellín, e ao lado de Liliane Maestrini obteve a medalha de bronze na etapa de Boyacá.Com Fernanda Berti também competiu pelo Circuito Mundial de Vôlei de Praia de 2014  alcançando a vigésima quinta posição no Aberto de Praga.
Compondo dupla com Fernanda Berti disputou a primeira etapa do Circuito Brasileiro de Vôlei de Praia Challenger de 2014 realizada em Bauru e conquistaram o terceiro lugar, na terceira etapa competiu ao lado de Carolina Won-Held em Rondonópolis ocasião da conquista do título, já ao lado de Josimari Alves finalizou na quinta posição em Campo Grande.No Circuito Brasileiro de Vôlei de Praia Open 2014-15 atuou com esta jogadora na conquista do quinto lugar nas etapas de Vitória, Niterói, Fortaleza e Campinas..juntas conquistaram o vice-campeonato na edição do Super Praia A de 2014, este disputado em Salvador.
Ao lado de  Ana Patrícia Ramos disputou a etapa 'Finals' do Circuito Sul-Americano (CSV Finals) que foi realizado em Buenos Aires, Argentina, ocasião que foram medalhista de prata.Com Josimari Alves conquistou a medalha de bronze na etapa de Cochabamba pelo Circuito Sul-Americano de Vôlei de Praia de 2014-15 e foram vice-campeãs na etapa de Atacames pelo Circuito Sul-Americano de Vôlei de Praia 2014-15 e o quinto lugar  na etapa de lima, Peru. Com Josimaria Alves conquistou o vice-campeonato nas etapas de  João Pessoa e Jaboatão dos Guararapes pelo Circuito Brasileiro de Vôlei de Praia Open 2014-15.
Com Duda Lisboa formou nova parceira e disputaram etapas do Circuito Sul-Americano de Vôlei de Praia de 2015-16, “Súper Etapas”, conquistando a medalha de ouro na quinta etapa realizada em Morón e na etapa seguinte em Vicente López conquistou a medalha de ouro.Ao lado de Pauline Alves alcançou a quarta colocação nas etapas de Graz e Furstenfeld pelo Circuito Austríaco de Vôlei de Praia de 2015, no mesmo ano disputou o Aberto do Rio de Janeiro pelo referente Circuito Mundial, e finalizaram na décima nona posição. Ao lado de Duda Lisboa competiu n ajornada esportiva do Circuito Mundial de Vôlei de Praia de 2015, como a do Aberto de Puerto Vallarta quando conquistaram a medalha de prata, também neste circuito conquistaram a medalha de bronze no Aberto de Praga, por este circuito ainda alcançou o quinto lugar no Aberto de Lucerne.
Com parceria com a jovem Duda Lisboa disputou a edição do Circuito Brasileiro de Vôlei de Praia Challenger de 2015 conquistando o título na etapa de Vitória conquistaram o quarto lugar na etapa de Chapecó e o título em Cabo Frio conferiu-lhes o título geral do circuito.
Novamente competiu ao lado de Duda Lisboa pelo Circuito Brasileiro de Vôlei de Praia Open 2015-16 sagrando-se campeãs na etapa de Goiânia, vice-campeãs na etapa de Fortaleza, além das terceiras colocações nas etapas de Natal, Bauru, Curitiba e Niterói, além do quarto em Belo Horizonte, mais o quinto lugar na etapa do Rio de Janeiro , já na etapa de Brasília do mesmo circuito estreava nova parceria ao lado Rebecca Cavalcante ,  também alcançaram o quarto lugar na edição do Superpraia de 2016, realizado em João Pessoa .
Com Duda conquistou a medalha de ouro no Aberto de Maceió pelo Circuito Mundial de Vôlei de Praia de 2016, também passaram na classificatória do Grand Slam do Rio de Janeiro finalizaram na vigésima quinta colocação, além do nono lugar na o Aberto de Vitória, alcançando o título também no Aberto de Fortaleza, obtiveram a vigésima quinta colocação no Major Series de Gstaad, a décima sétima colocação no Major Series de Porec, os nonos lugares no Major Series de Hamburgo e no Grand Slam de Long Beach, quinta posição no Grand Slam de Moscou e alcançaram ainda o quarto lugar no Grand Slam de Olsztyn, ainda neste circuito competiu ao lado d Ângela Lavalle quando finalizaram na vigésima quinta posição no Major Series de Klagenfurt .
Com Duda Lisboa alcançou a quinta colocação na etapa de Campo Grande pelo Circuito Brasileiro de Vôlei de Praia Open 2016-17, na sequência voltou a jogar com Rebecca Cavalcante e foram vice-campeãs na etapa de Brasília, de Uberlândia e  na de Curitiba, na quinta etapa retomou formação de dupla com Taiana Lima quando alcançaram em São José o quinto lugar e na etapa seguinte em João Pessoa o bronze e também em Maceió , finalizaram também na quinta posição nas etapas de Aracaju e Vitória.
Na temporada de 2017 do Circuito Mundial de Vôlei de Praia, alcançou as nonas colocações nos torneios categoria cinco estrelas: Fort Lauderdalee  Porec, mesma colocação obtida na edição do Campeonato Mundial de Vôlei de Praia de 2017 realizado em Vienna e no torneio categoria quatro estrelas do Rio de Janeiro, ainda não pontuaram no torneio detres estrelas em Moscou  e alcançaram o quinto lugar no torneio cinco estrelas em Gstaad
Na temporada 2017-18 ratificou a parceria com Taiana Lima e conquistaram o bronze na etapa de Campo Grande pelo Circuito Brasileiro de Vôlei de Praia Open correspondente, prosseguiu com etsa jogadora na etapa de Natal e finalizaram na quinta posição  e também na etapa de Itapema.Jogando com Taiana Lima disputou a primeira etapa do Circuito Mundial de Vôlei de Praia de 2018, foi no torneio em Haia, categoria quatro estrelas, nesta ocasição alcançou o décimo sétimo lugar

## Títulos e resultados
- Aberto de Fortaleza do Circuito Mundial de Vôlei de Praia:2016[101]
- Aberto de Maceió do Circuito Mundial de Vôlei de Praia:2016[100]
- Grand Slam de Olsztyn do Circuito Mundial de Vôlei de Praia:2016[3]
- Aberto de Puerto Vallarta do Circuito Mundial de Vôlei de Praia:2015[94]
- Aberto de Praga do Circuito Mundial de Vôlei de Praia:2015[94]
- Etapa de Vicente López do Circuito Sul-Americano de Vôlei de Praia:2015-16[93]
- Etapa de Morón  do Circuito Sul-Americano de Vôlei de Praia:2015-16[92]
- Etapa de Atacames do Circuito Sul-Americano de Vôlei de Praia:2014-15[91]
- Etapa de Macaé do Circuito Sul-Americano de Vôlei de Praia:2014[79]
- Etapa de Cochabamba do Circuito Sul-Americano de Vôlei de Praia:2014-15[90]
- Etapa de Boyacá do Circuito Sul-Americano de Vôlei de Praia:2014[84]
- Etapa deMedellín do Circuito Sul-Americano de Vôlei de Praia:2014[83]
- Etapa de Cochabamba do Circuito Sul-Americano de Vôlei de Praia:2014[82]
- Etapa de Lima do Circuito Sul-Americano de Vôlei de Praia:2014[81]
- Etapa de Girardot do Circuito Sul-Americano de Vôlei de Praia:2012-13[74]
- Etapa de Cochabambado Circuito Sul-Americano de Vôlei de Praia:2012-13[73]
- Etapa de Puerto la Cruzdo Circuito Sul-Americano de Vôlei de Praia:2012-13[72]
- Etapa de Montevidéu do Circuito Sul-Americano de Vôlei de Praia:2012-13[69]
- Etapa de Limoeiro  do Circuito Sul-Americano de Vôlei de Praia:2011-12[40]
- Etapa de Montevidéu do Circuito Sul-Americano de Vôlei de Praia:2014[80]
- Etapa de Assunção do Circuito Sul-Americano de Vôlei de Praia:2012-13[71]
- Etapa de Lima do Circuito Sul-Americano de Vôlei de Praia:2012-13[70]
- Etapa de Viña del Mar do Circuito Sul-Americano de Vôlei de Praia:2012-13[68]
- Etapa de Campo Grande do Circuito Brasileiro de Vôlei de Praia:  2017-18[111]
- Etapa de Curitiba do Circuito Brasileiro de Vôlei de Praia:2016-17[105]
- Etapa de Uberlândia do Circuito Brasileiro de Vôlei de Praia:2016-17[104]
- Etapa de Brasília do Circuito Brasileiro de Vôlei de Praia:2016-17[103]
- Etapa de Brasília do Circuito Brasileiro de Vôlei de Praia:2015-16[98]
- Etapa de Maceió do Circuito Brasileiro de Vôlei de Praia:2016-17[108]
- Etapa de João Pessoa do Circuito Brasileiro de Vôlei de Praia:  2016-17[107]
- Etapa de Goiânia do Circuito Brasileiro de Vôlei de Praia Open:2015-16[3]
- Etapa de Fortaleza do Circuito Brasileiro de Vôlei de Praia Open:2015-16[3]
- Etapa de Niterói do Circuito Brasileiro de Vôlei de Praia Open:2015-16[3]
- Etapa de Curitiba do Circuito Brasileiro de Vôlei de Praia Open:2015-16[3]
- Etapa de Natal do Circuito Brasileiro de Vôlei de Praia Open:2015-16[3]
- Etapa de Bauru do Circuito Brasileiro de Vôlei de Praia Open:2015-16[3]
- Etapa de Belo Horizonte do Circuito Brasileiro de Vôlei de Praia Open:2015-16[6]
- Etapa de João Pessoa do Circuito Brasileiro de Vôlei de Praia Open:2014-15[3][6]
- Etapa de Jaboatão dos Guararapes do Circuito Brasileiro de Vôlei de Praia Open:2014-15[3][6]
- Etapa do Balneário Camboriú do Circuito Brasileiro de Vôlei de Praia Open:2011[49]
- Etapa do Rio de Janeiro do Circuito Brasileiro de Vôlei de Praia Open:2011[46]
- Etapa de Campo Grande do Circuito Brasileiro de Vôlei de Praia Open:2010[30]
- Superpraia A:2014[88]
- Superpraia:2016[99]
- Etapa de Rondonópolis do Circuito Brasileiro de Voleibol de Praia - Challenger:2014[86]
- Circuito Brasileiro de Voleibol de Praia - Challenger:2015[96]
- Etapa de Cabo Frio do Circuito Brasileiro de Voleibol de Praia - Challenger:2015[96]
- Etapa de Chapecó do Circuito Brasileiro de Voleibol de Praia - Challenger:2015[96]
- Etapa de Campo Grande do Circuito Brasileiro de Voleibol de Praia - Challenger:2012[57]
- Etapa de Cuiabá do Circuito Brasileiro de Voleibol de Praia - Nacional:2012-13[58]
- Etapa de Vitória do Circuito Brasileiro de Voleibol de Praia - Challenger:2015[95]
- Etapa de Bauru do Circuito Brasileiro de Voleibol de Praia - Challenger:2014[85]
- Etapa de Palmas do Circuito Brasileiro de Voleibol de Praia - Challenger:2008[8]
- Etapa de Teresina do Circuito Brasileiro de Voleibol de Praia - Challenger:2008[7]
- Circuito Estadual Regional de Voleibol de Praia:2012[61]
- Etapa de Santa Catarina do Circuito Estadual Regional de de Praia:2012[3]
- Etapa de Goiás do Circuito Estadual Regional de de Praia:2012[59]
- Etapa de Goiás do Circuito Estadual de Vôlei de Praia:2009[11]
- Etapa do Espírito Santo do Circuito Estadual de Vôlei de Praia:2012[3]
- Etapa de Mato Grosso do Sul do Circuito Estadual de Vôlei de Praia:2012[60]
- Etapa do Ceará do Circuito Estadual de Vôlei de Praia:2012[3]

## Premiações Individuais
- MVP da etapa de Cochabamba do Circuito Sul-Americano de Vôlei de Praia de 2012-13[73]
- Atleta que mais evoluiu do Circuito Brasileiro de Vôlei de Praia Open 2011[3]
- Revelação do Circuito Brasileiro de Vôlei de Praia Open 2009[3]